# Aldo Bonzi
Aldo Bonzi è un comune del Partido La Matanza in provincia di Buenos Aires, Argentina. Si trova nell'area metropolitana della Grande Buenos Aires.

## Storia

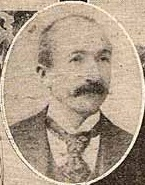
Dott. Aldo Bonzi

La città deve il suo nome all'imprenditore torinese Dott. Aldo Bonzi (1852-1935), arrivato in Argentina nel 1896, appartenente alla famiglia nobiliare dei Bonzi di Crema. Bonzi e il suo socio, lo svizzero Maurizio Andreossi, acquistarono un'estancia nella provincia di Córdoba, dove allevarono bovini Aberdeen Angus e coltivarono cereali. Successivamente acquistarono un terreno a ovest di Buenos Aires dalla famiglia Carminotti, rivendendone una parte alla Buenos Aires Midland Railway nel 1908. L'arrivo di questa linea ferroviaria spinse alla fondazione dell'insediamento come Villa del Prado nel 1911.
Il piano generale della città fu approvato dalla contea di La Matanza nel 1917 e nel 1918 Bonzi donò ulteriore terreno per la costruzione di una chiesa parrocchiale e di una scuola. La Chiesa di Nostra Signora delle Grazie (Nuestra Señora de las Gracias) fu consacrata nel 1927.

## Clima
Il clima in questa zona è caratterizzato da estati umide e calde e inverni generalmente miti o freschi. Secondo la classificazione climatica di Köppen, Aldo Bonzi ha un clima subtropicale umido, abbreviato "Cfa" sulle carte climatiche.